# Roxane Fournier
Pour les articles homonymes, voir Fournier.
Roxane Fournier, née le 7 novembre 1991 à Soisy-sous-Montmorency (Val-d'Oise), est une coureuse cycliste française.

## Biographie
Le 6 avril 2015, Roxane Fournier remporte au sprint le Grand Prix international de Dottignies. En 2016, elle remporte la dernière étape du Tour de l'île de Zhoushan en Chine, deux étapes de la Route de France et termine sixième du championnat du monde sur route à Doha.
Fin juillet 2019, elle est sélectionnée pour représenter la France aux championnats d'Europe de cyclisme sur route.
Durant l'hiver 2021, elle apprend sa non-sélection pour le premier Tour de France féminin 2022 par son équipe SD Worx. Elle intègre Eurosport France en tant que consultante pour cette course.
En 2023, alors qu'elle a rejoint l'équipe St Michel-Mavic-Auber93, elle est contrainte de mettre un terme à sa saison au mois de juin en raison d'une endofibrose de l'artère iliaque externe, à un stade sévère. Elle met finalement un terme à sa carrière pour cette raison le 22 juin 2024, à l'issue des championnats de France. Elle prend alors le poste de directrice sportive de l'équipe.

## Vie privée
Elle partage sa vie avec Fabien Le Coguic ancien coureur cycliste amateur du VCP Loudéac.

## Palmarès sur route

### Par années
- 2009
  - 4e étape du Circuit de Borsele international juniors
  - 2e du championnat de France sur route juniors
  - 2e de la Coupe de France juniors
  - 3e du championnat de France du contre-la-montre juniors
- 2011
  - 3e de la Semaine cantalienne
- 2012
  - Wanze - Liège Belgique
  - 3e étape du Tour de Bretagne féminin
- 2013
  - La Mérignacaise
  - 4e étape du Tour de Bretagne féminin
  - 2e de la Classic Féminine de Vienne Poitou-Charentes
- 2014
  - 1re étape du Trophée d'Or féminin
  - 2e de la Classic Féminine de Vienne Poitou-Charentes
- 2015
  - Grand Prix international de Dottignies
  - 3e étape du Tour de l'île de Chongming
  - 1re étape du Tour de l'Ardèche
  - 2e du Tour de l'île de Chongming
  - 9e du Tour of Chongming Island World Cup
- 2016
  - 3e étape du Tour de l'île de Zhoushan
  - 2e et 7e étapes de la Route de France
  - 2e du Grand Prix Cham-Hagendorn
  - 3e du Grand Prix international de Dottignies
  - 5e du Tour de l'île de Chongming
  - 5e de La course by Le Tour de France
  - 6e du championnat du monde sur route
  - 9e du Madrid Challenge by La Vuelta
- 2017
  - 2e de La Picto-Charentaise
  - 3e de La Madrid Challenge by La Vuelta
  - 4e du championnat d'Europe sur route
  - 6e du CLM par équipes de marques aux Championnats du Monde sur route
  - 8e de la RideLondon-Classique
- 2018
  - 2e du Grand Prix d'Isbergues
  - 8e du Tour de Drenthe
- 2024
  - 9e de la RideLondon-Classique

### Classements UCI
| Année                                 | 2012 | 2013 | 2014 | 2015 | 2016 | 2017 | 2018 | 2019 | 2020 | 2021 | 2022 | 2023 | 2024 |
| ------------------------------------- | ---- | ---- | ---- | ---- | ---- | ---- | ---- | ---- | ---- | ---- | ---- | ---- | ---- |
| Classement UCI                        | 148e | 135e | 65e  | 32e  | 26e  | 35e  | 54e  | 61e  | 520e | 397e | nc   | 206e | 303e |
| Coupe du monde                        | nc   | 101e | 51e  | 39e  |      |      |      |      |      |      |      |      |      |
| UCI World Tour                        |      |      |      |      | 20e  | 28e  | 62e  | 42e  | nc   | 141e | nc   | 183e | 122e |
|                                       |      |      |      |      |      |      |      |      |      |      |      |      |      |
| Légende : nc = non classéSource : UCI |      |      |      |      |      |      |      |      |      |      |      |      |      |

## Palmarès sur piste

### Championnats du monde
- Hong Kong 2017
  - 10e du scratch[9]
  - 10e de l'omnium[10]

### Coupe du monde
- 2016-2017
  - 3e de la poursuite par équipes à Glasgow (avec Laurie Berthon, Élise Delzenne et Coralie Demay)

### Championnats d'Europe
| Édition / Épreuve    | Scratch |
| Minsk 2009 (juniors) | Bronze  |
| Granges 2015         | Bronze  |

### Championnats de France
- 2008
  - 3e de la poursuite juniors
- 2009
  -  Championne de France de poursuite individuelle juniors
  - 2e de la course aux points juniors
- 2010
  - 3e de la course aux points
- 2013
  -  Championne de France de vitesse par équipes avec Sandie Clair
  - 2e du scratch
- 2014
  -  Championne de France de poursuite par équipes avec Pascale Jeuland et Fiona Dutriaux
- 2015
  -  Championne de France de poursuite par équipes avec Aude Biannic et Pascale Jeuland
- 2016
  -  Championne de France du scratch
  -  Championne de France de poursuite par équipes avec Coralie Demay, Eugénie Duval et Pascale Jeuland

### Records
- Records de France de la poursuite par équipes sur 4 000 m :
  - 4 min 26 s 7 à Glasgow avec Laurie Berthon, Élise Delzenne et Coralie Demay[11],[12]. Valable à partir du 4 novembre 2016.